# Flaggdagar i Finland

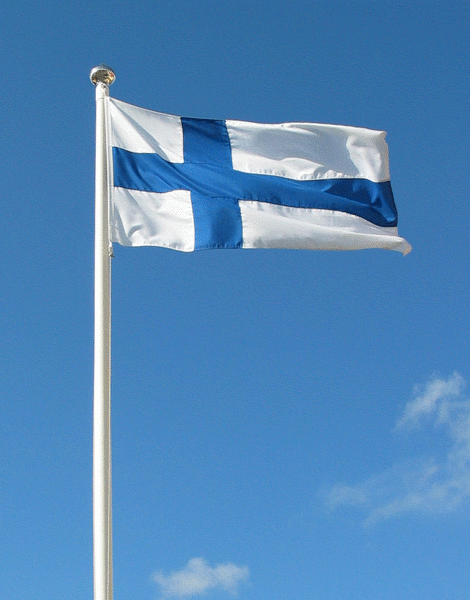
Finlands flagga.

Allmänna flaggdagar i Finland är dagar då allmän flaggning är bruklig eller påbjuden. De allmänna flaggdagarna kan delas upp i officiella flaggdagar och vedertagna flaggdagar.
Enligt vedertaget bruk flaggar ämbetsverk och inrättningar under officiella statsbesök på de orter som besöks av en främmande stats statsöverhuvud. I allmänhet rekommenderar inrikesministeriet också allmän flaggning på besöksorten under statsbesöket.
Flaggan skall i allmänhet hissas klockan åtta på morgonen och flaggningen avslutas vid solnedgången, eller klockan nio om solen då ännu inte gått ner. De främsta undantagen är midsommaren (Finlands flaggas dag) då flaggan hissas redan på aftonen, valdagar då flaggningen avslutas då vallokalerna stängs, och flaggning på fartyg då internationell praxis följs.

## Officiella flaggdagar
De officiella flaggdagarna i Finland har bestämts i förordningen om flaggning med Finlands flagga (författning nr 383/1978). De officiella flaggdagarna är sju varje år, dessutom valdagar och den dag då presidenten tillträder sitt ämbete. På officiella flaggdagar har ämbetsverk och inrättningar skyldighet att flagga.
Flaggningen börjar klockan 8 på morgonen och slutar vid solnedgången, dock senast klockan 21. Flaggningen på Finlands flaggas dag börjar midsommaraftonen klockan 18 och slutar midsommardagen klockan 21. På självständighetsdagen och sådan valdag då röstningen upphör efter solnedgången slutar flaggningen klockan 20.
De officiella flaggdagarna är:
- Den 28 februari: Kalevaladagen, den finska kulturens dag
- Den 1 maj: första maj, det finländska arbetets dag
- Den andra söndagen i maj: mors dag
- Den 4 juni, dagen för försvarets fanfest (marskalk Gustaf Mannerheims födelsedag)
- Lördagen mellan den 20 och 26 juni: midsommardagen, Finlands flaggas dag
- Den andra söndagen i november, fars dag
- Den 6 december: självständighetsdagen
- Den dag då kommunval, riksdagsval, presidentval, Europaparlamentsval och folkomröstning i hela landet förrättas
- Den dag då republikens president tillträder sitt ämbete (senaste gång den 1 mars 2024)

## Vedertagna flaggdagar
De vedertagna flaggdagarna regleras ej i lagar och förordningar men finns, likt de officiella, angivna i Finlands statskalender som redigeras av Helsingfors Universitets almanacksbyrå. Till god flaggkultur hör att flagga med Finlands flagga på de vedertagna flaggdagarna på samma sätt som på de officiella flaggdagarna. 
De vedertagna flaggdagarna är:
- Den 5 februari, Runebergsdagen, till minne av nationalskalden Johan Ludvig Runeberg
- Den 19 mars, Minna Canth-dagen, till minne av Minna Canth, jämlikhetens dag
- Den 9 april, Mikael Agricoladagen, till minne av det finska skriftspråkets fader Mikael Agricola, det finska språkets dag är också Elias Lönnrots födelsedag
- Den 27 april, Nationella veterandagen, andra världskriget tog slut i Finland den 27 april 1945
- Den 9 maj, Europadagen, till minne av Robert Schumans deklaration 1950 om att skapa ett enat Europa
- Den 12 maj, Snellmansdagen, till minne av Johan Vilhelm Snellman, finskhetens dag
- Den tredje söndagen i maj, de stupades dag
- Den 6 juli, Eino Leino-dagen, till minne av Eino Leino, diktens och sommarens dag
- Den 9 augusti, Tove Jansson-dagen, till minnet av Tove Jansson, finländska konstens dag[2]
- Den sista lördagen i augusti, finska naturens dag[3]
- Den 1 oktober, Miina Sillanpää-dagen, till minne av Miina Sillanpää, medborgarinflytandets dag[3]
- Den 10 oktober, Aleksis Kividagen, till minne av Aleksis Kivi, den finska litteraturens dag
- Den 24 oktober, FN-dagen, Förenta nationernas dag
- Den 6 november, Svenska dagen
- Den 8 december, Jean Sibeliusdagen, till minne av Jean Sibelius, den finländska musikens dag

## Övriga dagar

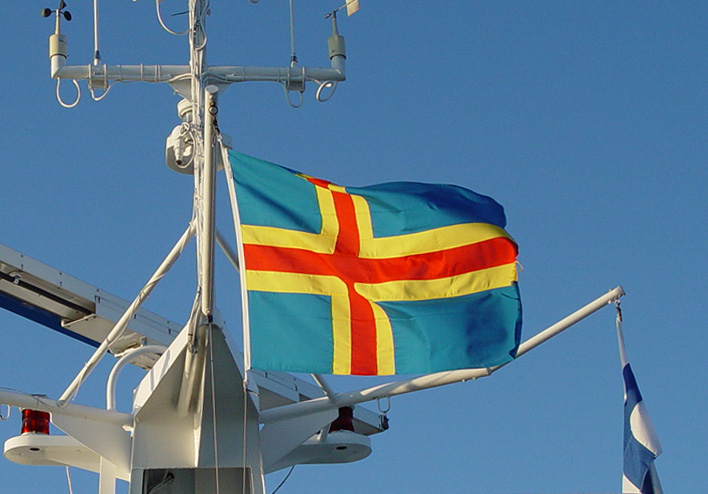
Det självstyrda Ålands flagga

Förutom de ovanstående finska flaggdagarna har det självstyrda Åland egna flaggdagar då de flaggar med Ålands flagga. Åländska flaggdagar är:
- Den 30 mars, dagen för högtidlighållande av Ålands demilitarisering och neutralisering
- Den sista söndagen i april, Ålands flaggas dag
- Den 9 juni, Ålands självstyrelsedag

Samerna har också tolv egna flaggdagar per år, då de hissar Samernas flagga.